# Peru

Peru

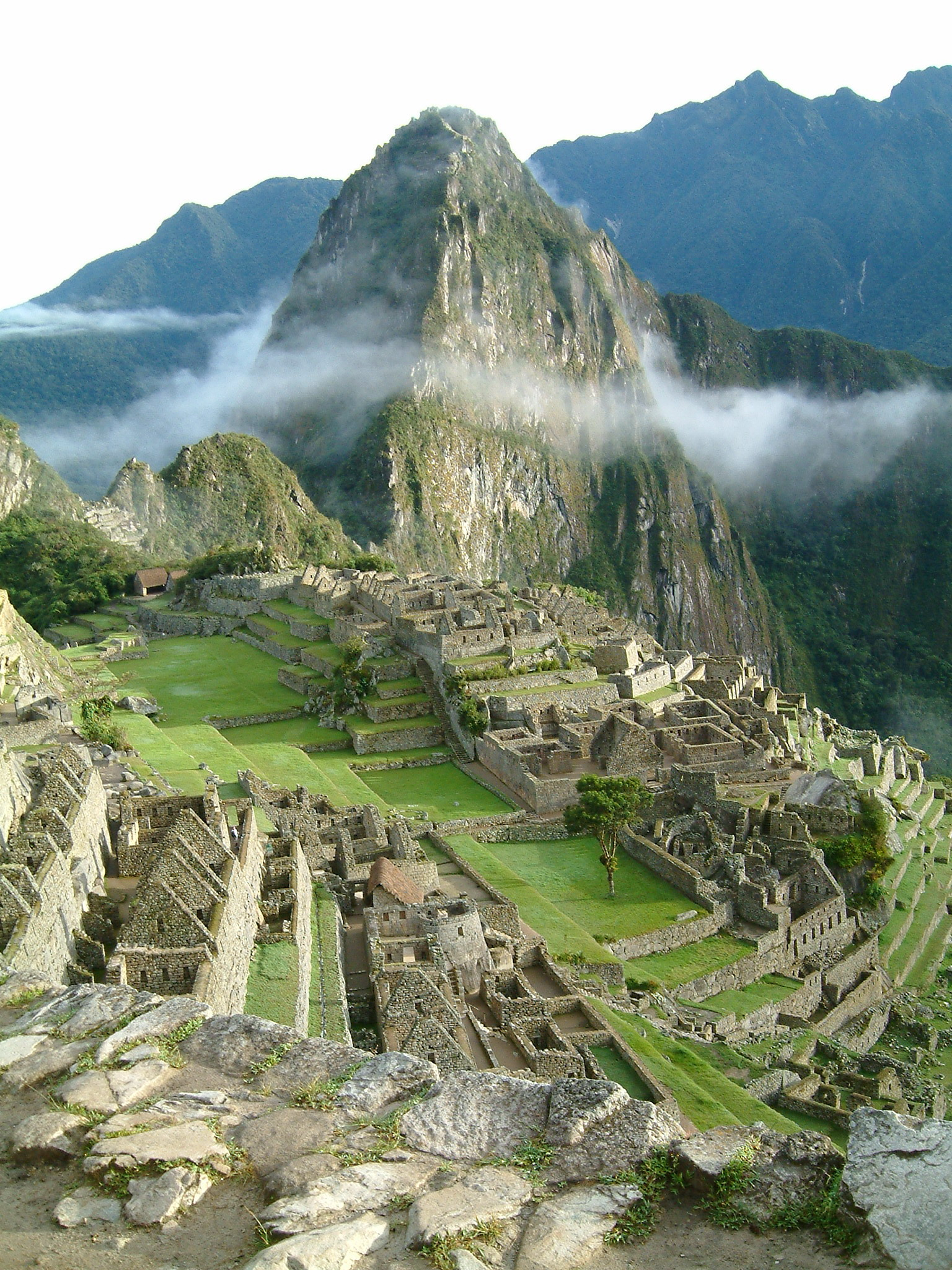
Machu Picchu

Peru (spaniolă Perú), oficial Republica Peru (spaniolă Republica del Perú), este o țară situată în vestul Americii de Sud. La nord se învecinează cu Ecuador și Columbia, la est cu Brazilia, la sud-est cu Bolivia, la sud are hotar cu Chile, iar la vest se află Oceanul Pacific.
Peru este a treia mare națiune a Americii de Sud și poate fi împărțită în trei regiuni geografice, pornind de la Vest spre Est. Prima dintre ele este coasta, o regiune de depresiuni deșertice lungă și îngustă, a doua este regiunea muntoasă Sierra, porțiune peruviană a Anzilor, iar ultima este reprezentată de Montana, câmpiile vaste și dealuri estice, acoperite în principal de pădurile tropicale ale bazinului fluviului Amazon.
Peru este o țară multietnică, având o bogăție culturală și arheologică deosebită, fiind cunoscută ca locul de origine al Imperiului Inca. Sediul Comunității Andine și a Comunității Sud-Americane a Națiunilor se află în capitala statului peruvian, Lima.

## Etimologie
Cuvântul Peru provine de la numele unui conducător local Birú, care a trăit la începutul secolului al XVI-lea, în apropierea golfului San Miguel, Panama. Posesiunile sale vizitate de exproratorii spanioli în 1522, erau limita de sud a Lumii Noi cunoscută europenilor. În consecință, teritoriile exporate de Francisco Pizarro aflate la sud de Golful San Miguel, au fost numite Birú sau Peru. Sub dominația spaniolă, țara s-a numit viceregatul Peru cuprinzând vaste teritorii, inclusiv teritoriile altor state suverane, Sud-Americane. După Războiul de Independență adoptând denumirea oficială Republica Peru.

## Istorie

### Precolumbiană
Primele dovezi ale prezenței umane în teritoriile peruviene au fost descoperite la Pikimachay, datată aproximativ la 9000 î.Hr.. Cea mai veche societate în Peru e considerată civilizația Norte Chico, care s-a dezvoltat pe coasta Pacificului între anii 3000 și 1800 î.Hr.. Aceasta a fost urmată de culturile Chavin, Paracas, Mochica, Nazca, Wari, Chimu.
În secolul al XV-lea incașii au consolidat un stat puternic, care timp de un secol s-a dezvoltat, devenind cel mai mare imperiu din America precolumbiană. Societățile andine se bazau pe agricultură, utilizând tehnici de irigare și terasare; îmblânzirea camelidelor (lamelor) și pescuitul erau de asemenea importante. Organizarea socială se baza pe reciprocitate și redistribuire, neexistând dovezi despre existența pieței sau a banilor.

### Dominația spaniolă
În 1532, un grup de conchistadori conduși de Francisco Pizarro l-a învins pe împăratul Atahualpa și a stabilit dominația spaniolă. Zece ani mai târziu, Coroana Spaniolă fondează viceregatul Peru, cu jurisdicție aproape asupra tuturor teritoriilor din America de Sud. Cucerirea spaniolă a introdus utilizarea banilor, catolicismul și limba spaniolă. Viceregele Francisco de Toledo a reorganizat țara în 1570, principala activitate devenind mineritul argintului, utilizând munca forțată a băștinașilor. Peru aducea profituri Coroanei Spaniole, alimentând complexa sa rețea comercială extinsă din Europa până în Filipine.

### Independența

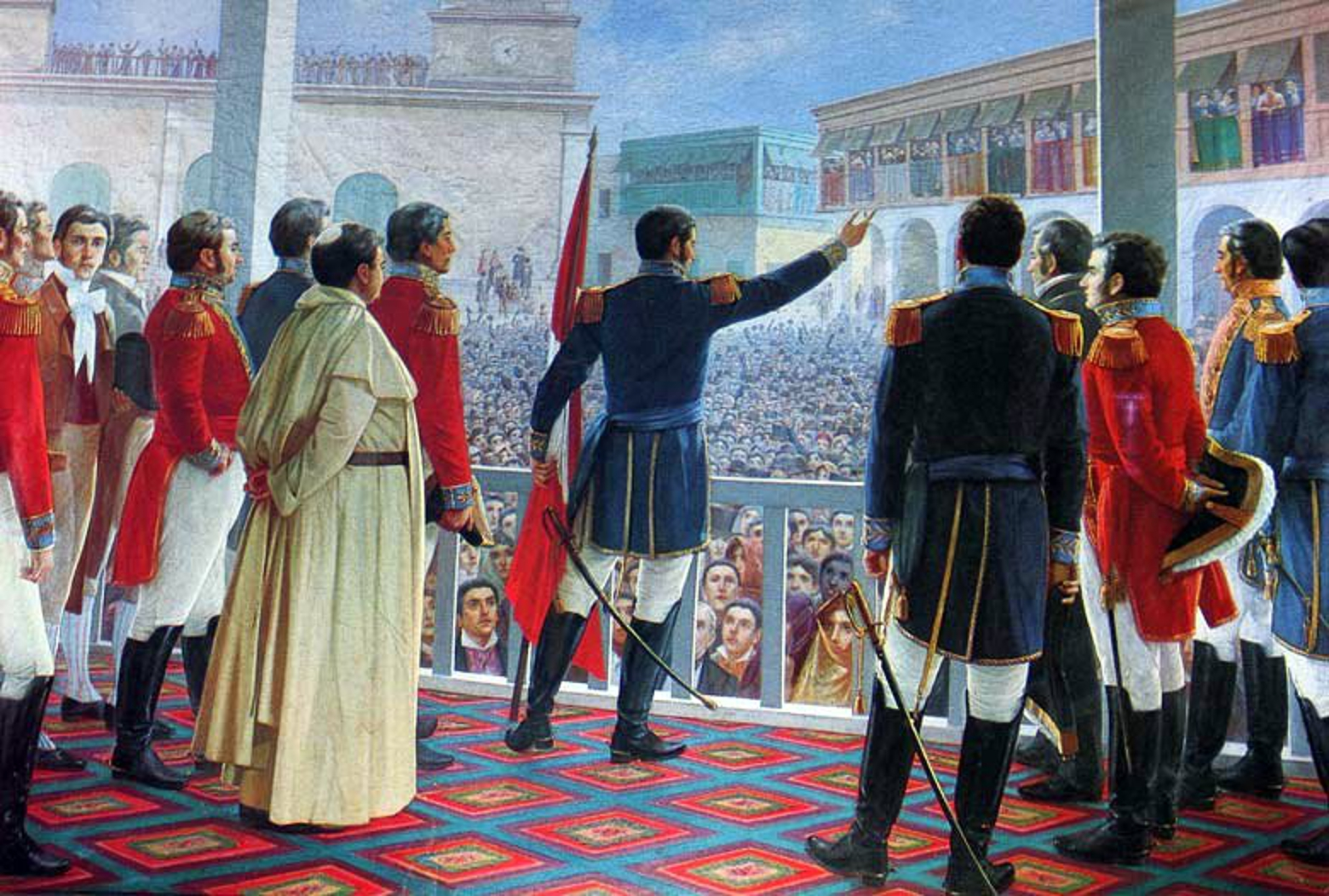
Independența proclamată de José de San Martín în 1821.

La începutul secolului al XIX-lea, continentul sudamerican era dominat de mișcările de emancipare de sub autoritatea spaniolă. În acest context, Peru rămânea un teritoriu loial coroanei spaniole. Deoarece elitele ezitau, proclamarea independenței nu a fost posibilă decât după campaniile militare ale lui José de San Martín și Simón Bolívar, proclamare înfăptuită pe 28 iulie 1821. În primii ani ai republicii, lupta pentru putere, între militari, a dus la o instabilitate politică. În această perioadă se afirmă identitatea națională. Uniunea cu Bolivia s-a dovedit a fi efemeră. Între anii 1840 și 1860, sub conducerea președintelui Ramón Castilla, țara cunoaște o perioadă de stabilitate, datorită încasărilor din urma exportului de guano. În 1870 odată cu diminuarea exportului de guano, s-a accentuat și lupta pentru putere, și respectiv, a început o nouă perioadă de instabilitate politică.

### Republica Peru
Peru a fost învins de Chile în Războiul Pacificului (1879-1883), a pierdut provinciile din Provincia Arica și Tarapacá în tratatele de la Ancon și Lima. Lupte interne de după război, au fost urmate de o perioadă de stabilitate datorită Partidului Civilista, care a durat până la debutul regimului autoritar condus de Augusto B. Leguía. Marea criză economică a cauzat prăbușirea lui Leguía, tulburările politice au reînnoit, și a apărut Alianța Populară American Revoluționară (APRA). În următoarele trei decenii a urmat rivalitatea organizației și o coaliție între elită și politica militară Peruviană.
În 1968 Forțele Armate conduse de generalul Juan Velasco Alvarado au organizat o lovitură de stat împotriva președintelui Fernando Belaunde. Noul regim a întreprins reforme radicale menite să favorizeze dezvoltarea, dar nu a reușit să obțină un sprijin larg. În 1975 generalul Francisco Morales Bermúdez îl înlocuiește cu forța pe Velasco, paralizând reformele și a supervizat restabilirea democrației. În anii 1980 Peru s-a confruntat cu o datorie externă considerabilă, inflație în continuă creștere, trafic de droguri și violențe politice masive generate de grupări de gherilă precum Calea Luminoasă. Sub președinția lui Alberto Fujimori (1990-2000) țara a început să recupereze. În 1992 guvernul lui Alberto Fujimori a dizolvat conducerea legislativă și un an mai târziu a promulgat o nouă constituție. Cu toate acestea, acuzații de autoritarism, corupție, și încălcările drepturilor omului au forțat demisia după controversa alegerilor din 2000. Încă de la sfârșitul regimului Fujimori, Peru a încercat să lupte împotriva corupției în timp ce susținea o creștere economică; din 2018, președinte a fost Martín Vizcarra. La 10 noiembrie 2020 Manuel Merino a devenit președintele țării, după ce Congresul l-a demis pe Martín Vizcarra din cauza „incapacității morale permanente”.

## Geografie

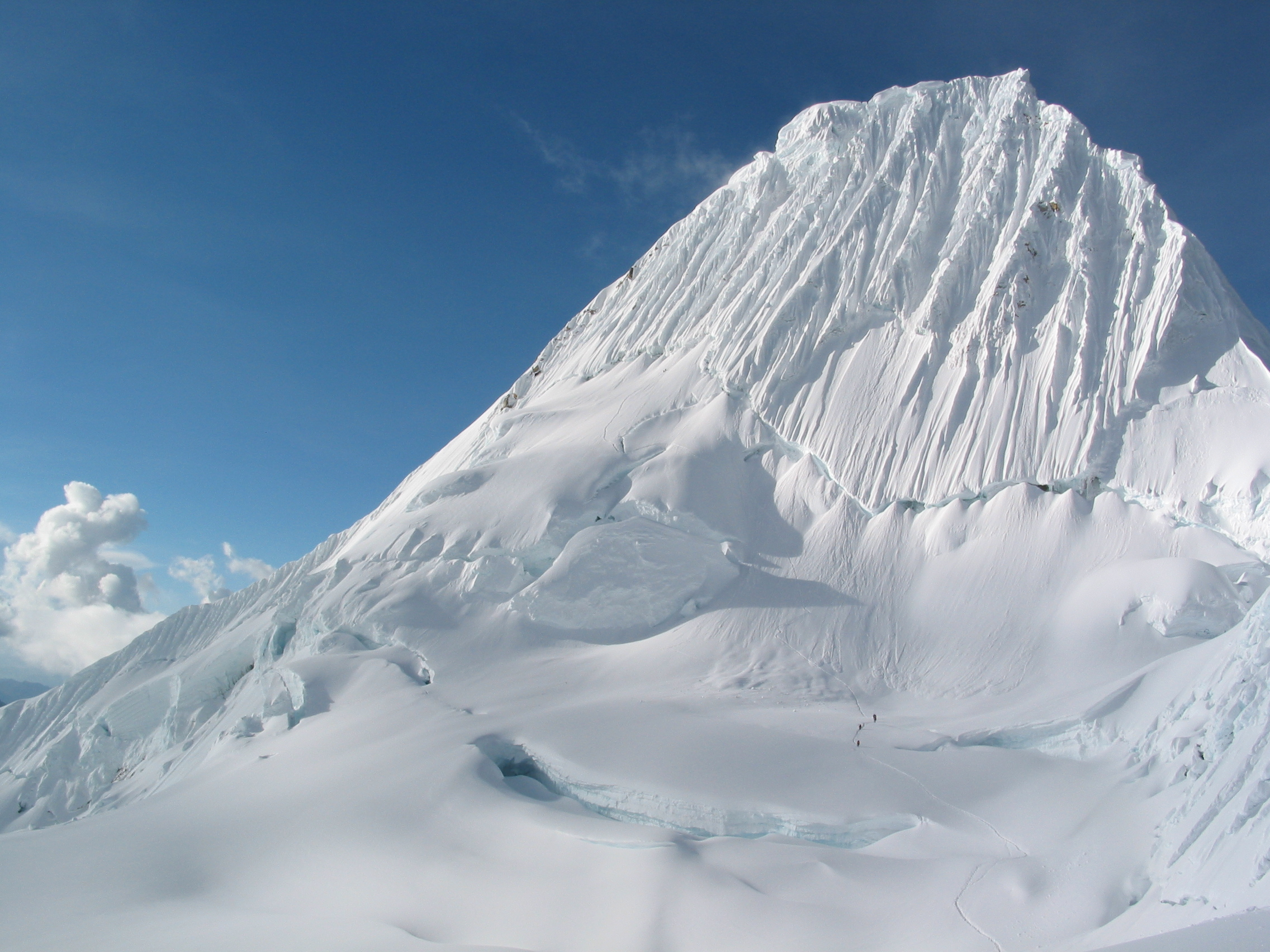
Vârful Alpamayode din Parcul Național Huascarán.

Peru se întinde pe o suprafață de 1.285.216 km². Se învecinează cu Ecuador și Columbia la nord, Brazilia la est, Bolivia la sud-est, Chile la sud și Oceanul Pacific la vest. Peru este un stat situat în America de Sud, pe coasta vestică. Relieful este în special muntos, cu înălțimi de peste 5.000 m. Din munții Anzi izvorăște fluviul Amazon, cel mai mare ca debit de apă din lume. În partea de sud a țării se găsește cea mai secetoasă regiune de pe glob, Arica.
Datorită geografiei și climei sale variate, Peru are o biodiversitate ridicată, cu 21.462 de specii de plante și animale (raportate în 2003), 5.855 dintre ele fiind endemice. Guvernul din Peru a stabilit mai multe zone protejate pentru conservarea lor.

### Climă
Peru, spre deosebire de alte țări din zona ecuatorială, nu are o climă exclusiv tropicală; influența munților Anzi și curentul Humboldt sunt cauza unei mari diversități climatice în interiorul țării. Coasta înregistrează temperaturi moderate, precipitații reduse și umiditate ridicată. În munți, ploaia este frecventă în timpul verii, iar temperatura și umiditatea se diminuează odată cu altitudinea, până la vârfurile înghețate ale Anzilor. Selva (jungla) este caracterizată de ploi abundente și temperaturi ridicate, cu excepția extremității sale sudice, unde iernile sunt reci și precipitațiile, sezoniere.

## Economie

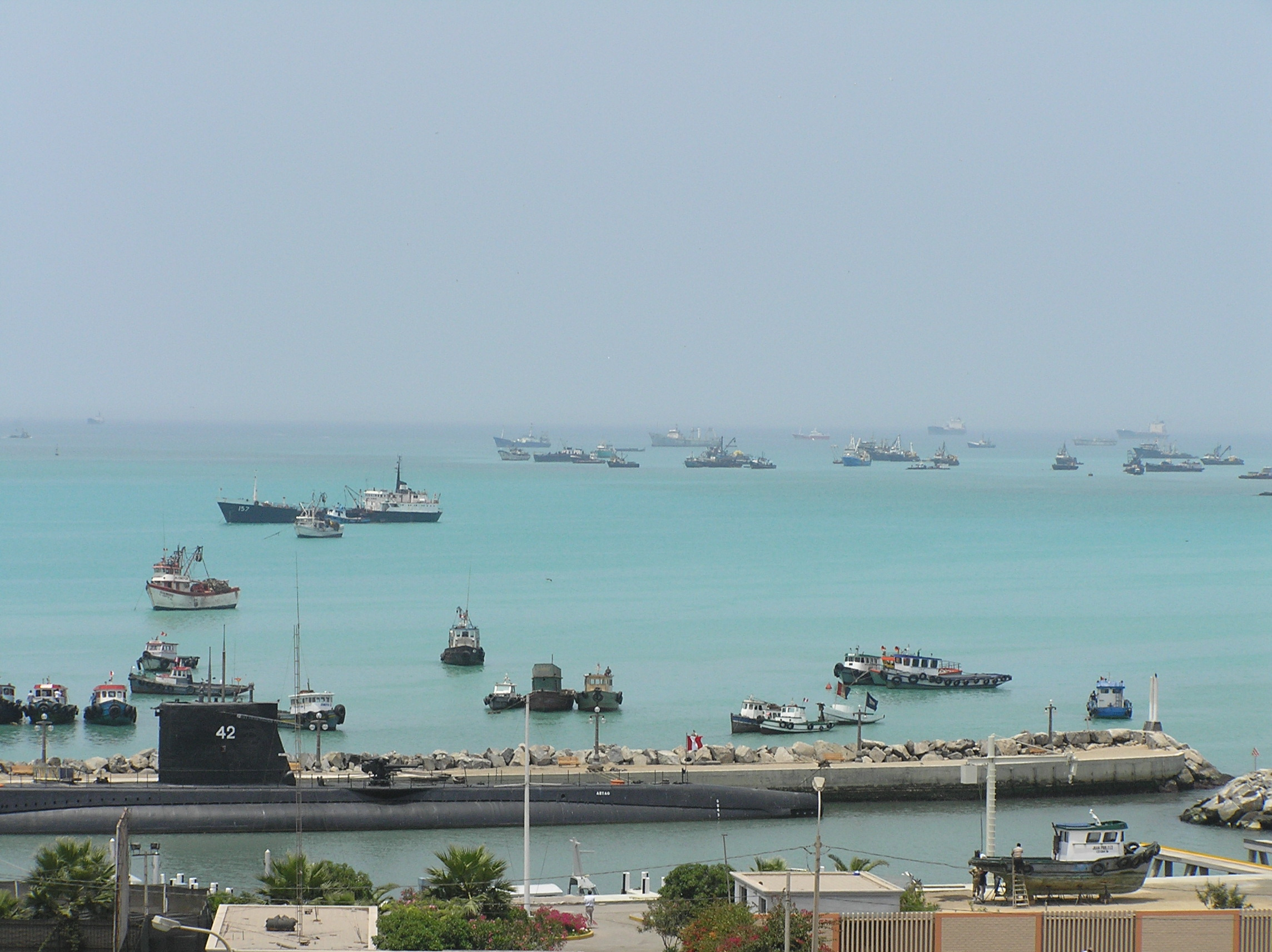
Portul Callao este principala piață de desfacere a Perului pentru exporturi

Peru este o țară în curs de dezvoltare cu o economie orientată spre piață; pentru anul 2010. venitul pe cap de locuitor este estimat de FMI la 10.593 de dolari americani, cu un scor al IDU de 0,723 (bazat pe informațiile din 2010).
De-a lungul timpului, performanța economică a țării a fost legată de exporturi, care oferă valută forte pentru finanțarea importurilor și a plăților datoriei externe. Chiar dacă exporturile au produs venituri substanțiale, nu s-au putut îndeplini obiectivele de creștere autosusținută și distribuție uniformă a veniturilor.
Potrivit datelor publicate de către instituția elvețiană IMD, în anul 2008, Peru ocupa poziția 35 într-un clasament mondial al competitivității.
Începând cu anul 2010, economia Perului are o rată considerabilă de creștere, remarcabilă în comparație cu alte economii din lume și comparabilă cu cea a Chinei. În 2010, economia țării a crescut cu 9,84 la sută față de 2007, după 10 ani de creștere continuă, potrivit Institutului Național de Statistică și de Informare al acestei țări, INEI.
În aprilie 2008, creșterea produsului intern brut a fost de 13,25%, cea mai mare începând cu 1995. În mod similar, rata sărăciei a scăzut de la 49% în 2006 la 39,3%.

## Demografie
Peru are o populație de 32,97 milioane locuitori, fiind a treia țară din America de Sud după populație, in 2020. Densitatea populației este de 25 de locuitori pe km², iar rata anuală de creștere este de 1,6%. 54,6% din peruvieni trăiesc în zona de coastă, 32,0% în sierra (regiuni înalte), iar 13,4% în junglă.
Populația urbană este echivalentă cu 76% din numărul total al locuitorilor, iar populația rurală este de 24%. Cele mai mari orașe sunt situate în zona costală, printre acestea numărându-se Piura, Chiclayo, Trujillo, Chimbote, Lima și Ica. În zonele muntoase se găsesc orașele Arequipa, Cajamarca, Ayacucho, Huancayo și Cuzco. Nu în ultimul rând, Iquitos este cel mai important oraș în junglă, urmat de Pucallpa, Tarapoto și Moyobamba.
Emigrarea masivă a provincialilor către capitală, în care se concentrează o treime din populație, a cauzat mari probleme sociale. O mare parte din populația majoritară indigenă din Lima trăiește la limita sau sub limita subzistenței.
Peru este, alături de Bolivia și Guatemala, una din cele trei țări cu populație majoritar indigenă. Aproximativ 45% din locuitori sunt descendenți indigeni, aparținând în special populației quechua (40%) și aymara (5%). 37% din locuitori sunt de origine metisă, 15% sunt de origine europeană și restul de 3% sunt de origine africană și asiatică.

## Cultură

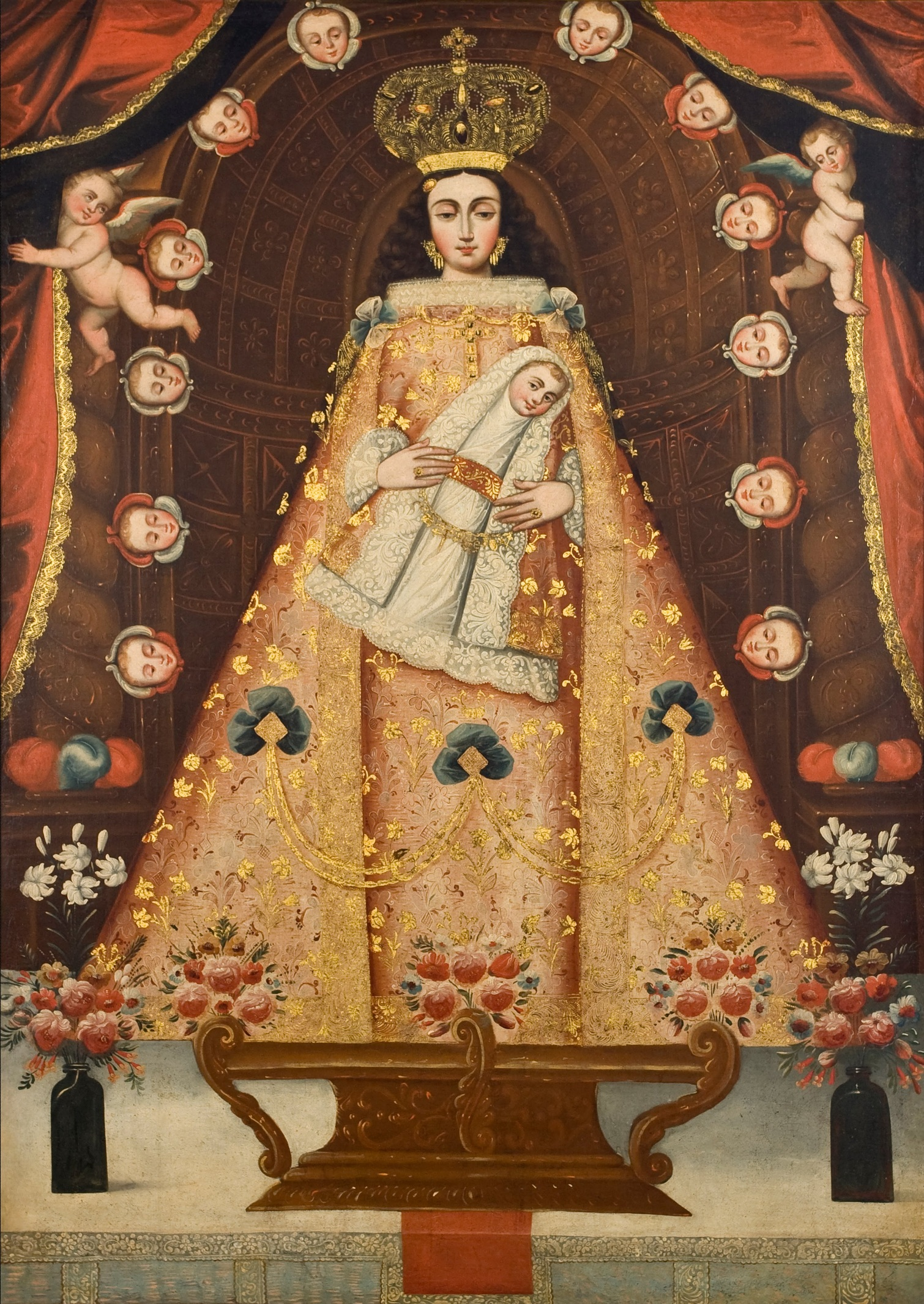
Pictura Anonymous de Cuzco School, desenată în secolul XVIII

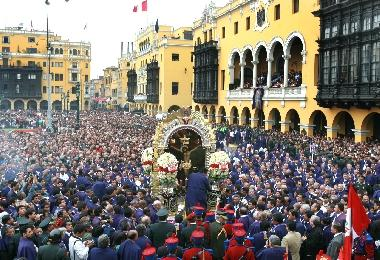
Procesion del Señor de los Milagros în Lima

Cultura populară peruană contemporană este rezultatul unei fuziuni între mai multe culturi, în principal între cea incașă și cea hispanică. Această încrucișare culturală a fost îmbogățită de-a lungul istoriei de alte culturi europene nehispanice, africane sau asiatice. Joncțiunile culturale au favorizat apariția unei culturi foarte bogate și variate la nivel mondial.

### Literatură
Literatura peruviană își are rădăcinile în tradițiile orale din civilizațiile precolumbiene. Spaniolii au introdus scrisul in secolul XVI; expresiile literare coloniale includ letopisețe și literatura religioasă. După declararea independenței, costumbrismul și romantismul au devenit genurile cele mai frecvente literare, așa cum este ilustrat în lucrările de Ricardo Palma. La începutul secolului al douăzecilea, mișcarea Indigenismo produce multe scrieri ale lui Ciro Alegria, José María Arguedas, și Cesar Vallejo. Literatura peruviană modernă este recunoscută datorită autorilor, cum ar fi laureat al Premiului Nobel Mario Vargas Llosa, un membru de frunte la Boom latinoamericano.

### Bucătărie
Bucătăria peruviană amestecă bucătăria amerindienilor și bucătăria spaniolă, fiind puternic influențată de bucătăria din Africa, Arabia, Italia, China și Japonia. Bucatele comune includ anticuchos, ceviche, și pachamanca. Datorită climei variate în Peru cresc o diversitate de animale și plante bune pentru gătit. Diversitatea de ingrediente și tehnici de gătit din Peru primește aprecieri la nivel mondial.

### Muzică
Muzica din Peru este andină, spaniolă și are niște rădăcini africane. În timpurile pre-hispanice, expresiile muzicale au variat mult în fiecare regiune; quena și tinya au fost cele două instrumente comune. Spaniolii au introdus noi instrumente, cum ar fi chitara și harpa, care au dus la dezvoltarea instrumentelor încrucișate, cum ar fi charango. Contribuțiile africane pentru muzica peruviană includ ritmurile sale și Cajon, un instrument de percuție. Dansurile populare din Peru includ marinera, tondero, zamacueca, și huayno.

### Patrimoniul mondial UNESCO
Până în anul 2011 pe lista patrimoniului mondial UNESCO au fost incluse 11 obiective din această țară. Unul dintre aceste obiective este vechiul oraș incaș Machu Picchu din Munții Anzi care este socotit una din cele 7 minuni ale lumii moderne.

## Sport
Națiunea sud-americană este cunoscută de asemenea pentru diferitele sporturi pe care le practică.
Cele mai căutate sporturi în Peru sunt fotbalul și voleiul, urmate respectiv de o luptă cu tauri, luptă de cocoși și curse. În prezent, tenisul și baschetul câștigă popularitate pe lângă alte jocuri practicate în Peru. Surfingul are de asemenea un înalt grad de popularitate.
Datorită sporturilor de mai sus, Peru a reușit să obțină mari premii. În plus, datorită popularității lor, există multe locuri unde pot fi practicate. Pe plajele din Peru, surferi entuziaști pot găsi locuri ideale pentru pasiunea lor. Valurile diferitelor plaje ale coastei sunt cunoscute la nivel mondial pentru înălțimea acestora și pentru provocarea pe care ar prezenta-o celor mai experimentați surferi.

## Politică

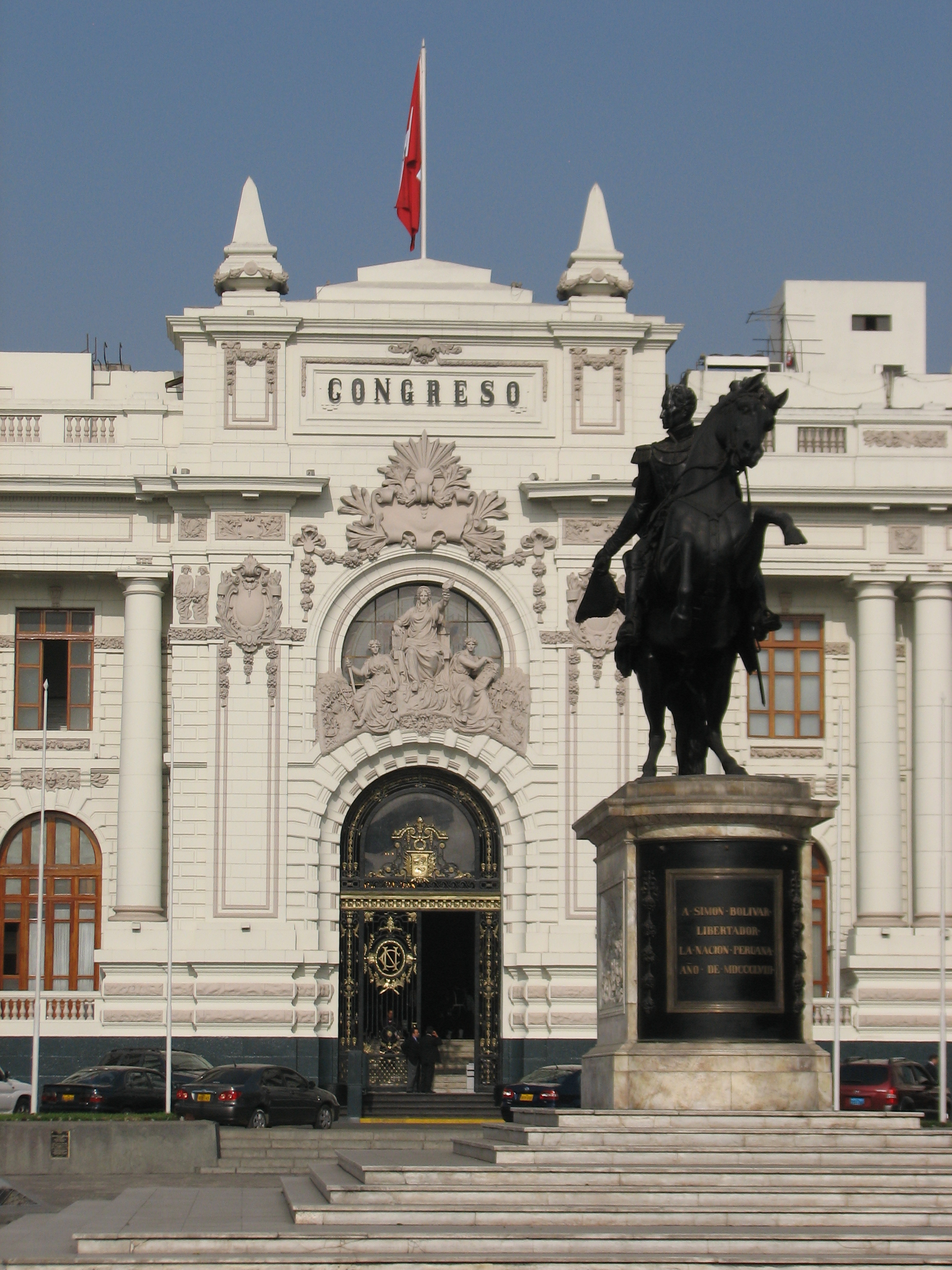
Congresul se află în Palacio Legislativo din Lima.

Peru este o republică prezidențială cu regimul politic de democrație reprezentativă. În conformitate cu actuala constituție, președintele este șefulul statului și al guvernului; el sau ea este ales pentru cinci ani și pot solicita numai re-electorale după permanent în jos pentru cel puțin un mandat complet. Președintele îl desemnează pe prim-ministru și, cu sfatul lui, restul Consiliului de Miniștri. Congresul este unicameral cu 130 de membri aleși pentru un mandat de cinci ani. Proiectele de legi pot fi propuse fie de către putereaexecutivă sau ramura legislativă; ele devin lege după ce au fost adoptate de Congres și promulgate de președinte. Sistemul judiciar este independent, deși intervenția politică în sistemul judiciar a fost prezentă de-a lungul istoriei, fără îndoială, continuă și astăzi.
Guvernul peruan este ales direct, votul fiind obligatoriu pentru toți cetățenii care au o vârstă cuprinsă între 18 și 70 de ani. Alegerile generale care au avut loc în 2011 s-au încheiat cu o victorie din cel de-al doilea tur a candidatului la președinție Ollanta Humala din partidul Peru Gana (51,4% din voturile valabil exprimate) întrecând-o pe Keiko Fujimori din partidul Fuerza 2011 (48,5%). Congresul este în prezent compus din partidele Gana Peru (47 de locuri), Fuerza 2011 (37 de locuri), Parlamentaria Alianza (20 de locuri), Alianza por el Cambio Gran (12 locuri) , Solidaridad Nacional (8 locuri) și Concertación Parlamentaria (6 locuri).
Relațiile externe ale peruvienilor au fost dominate de conflictele de frontieră cu țările vecine, cele mai multe dintre ele fiind soluționate în timpul secolului al XX-lea. În prezent, Peru dipută limitele sale maritime cu Chile, în Oceanul Pacific. Peru este un membru activ al mai multor blocuri regionale și unul dintre fondatorii Comunității Andine a Națiunilor. Peru este, de asemenea, un participant în cadrul organizațiilor internaționale, cum ar fi Organizația Statelor Americane și Organizația Națiunilor Unite.
Puterea executivă este exercitată de către guvern. Puterea legislativă este executată de guvern și de Congres. Sistemul judiciar este independent de executiv și legislativ.

## Administrație
Peru este împărțită în 25 de regiuni și provincia Lima. Fiecare regiune are un guvern ales pentru un mandat de patru ani, compus dintr-un președinte și un consiliu. Proiectele acestor regiuni sunt de dezvoltare regională, executare de proiecte de investiții publice, promovarea activității economice și de gestionare proprietății publice. Provincia Lima este administrat de un consiliu orașenesc.
| Regiuni: | |  |
| - Amazonas - Ancash - Apurímac - Arequipa - Ayacucho - Cajamarca - Callao - Cuzco - Huancavelica - Huánuco - Ica - Junín - La Libertad | - Lambayeque - Lima - Loreto - Madre de Dios - Moquegua - Pasco - Piura - Puno - San Martín - Tacna - Tumbes - Ucayali |  |

Provincii:
- Lima

## Armată
Din punct de vedere militar, Peru are o armată, o flotă și o forță de aer; principala sa misiune este de a proteja independența, suveranitatea și integritatea teritorială a țării. Forțele armate sunt subordonate de Ministerului Apărării, precum și președintelui în calitate de comandant-șef. Serviciul militar obligatoriu a fost abolit în 1999 și înlocuit printr-un serviciu militar de voluntariat.